# Ortal Ben-Shoshan

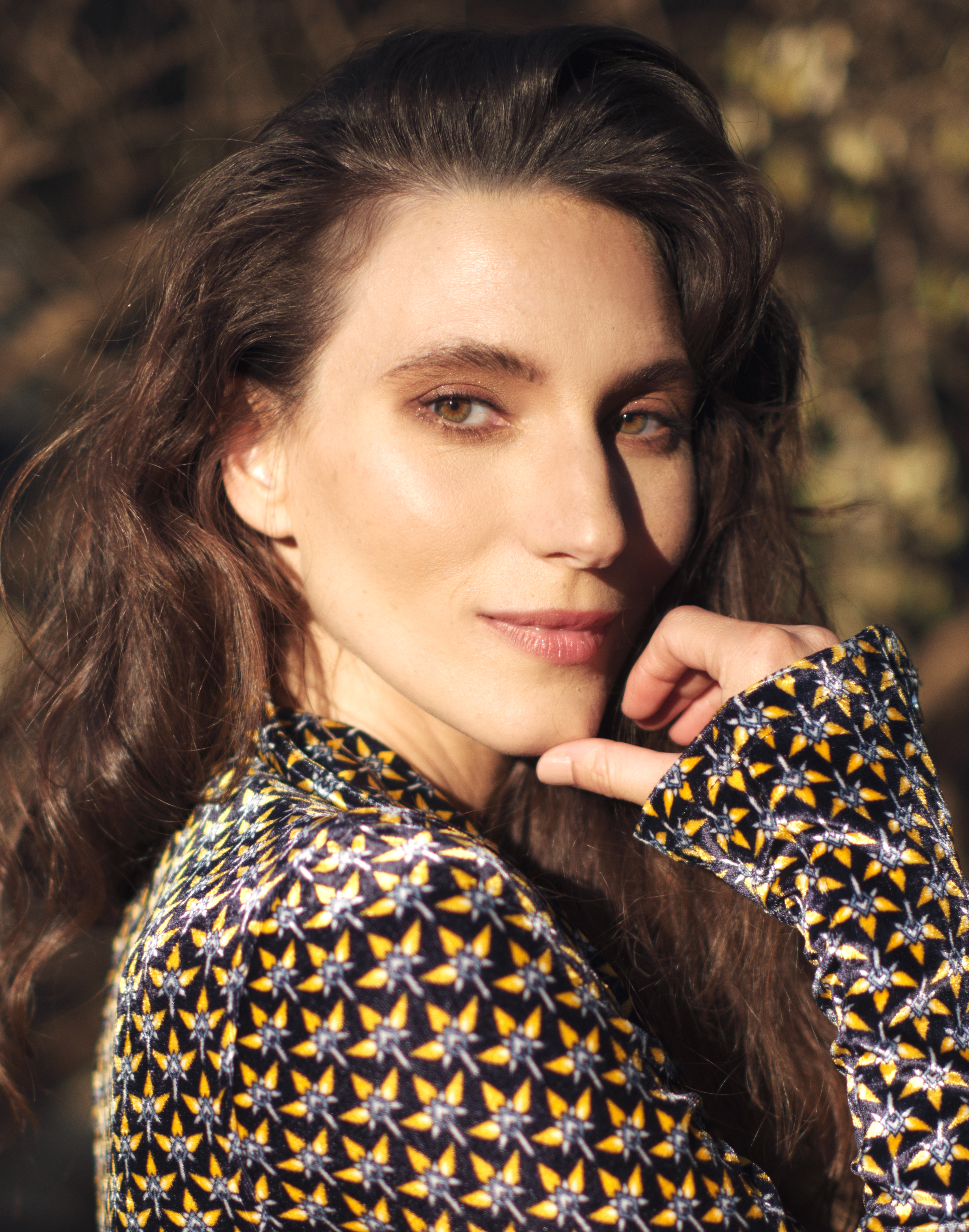
Ortal Ben-Shoshan

Ortal Ben-Shoshan (hebräisch אורטל בן-שושן; * 1987 in Raʿanana, Israel), auch bekannt als Ortal B. Attias, ist eine israelische Schauspielerin.

## Leben und Karriere
Ben-Shoshan wurde 1987 in Raʿanana geboren. Sie absolvierte ihre Schauspielausbildung am Performing Arts Studio in Tel Aviv. Ihr Debüt gab sie 2015 in der Fernsehserie Hashoter Hatov – Ein guter Polizist. Von 2017 bis 2018 belegte sie in der Serie Fullmoon eine der Hauptrollen. 2019 trat sie in der Serie The Grave. Unter anderem spielte sie 2021 in Shababnikim mit.
Seit 2012 ist Ben-Shoshan mit dem israelischen Schauspieler Tomer Kapon liiert. März 2024 gab Capone bekannt, dass sie bereits seit einigen Jahren verheiratet sind.

## Filmografie
Filme
- 2017: Anthrax

Serien
- 2015–2017: Hashoter Hatov – Ein guter Polizist
- 2017–2018: Fullmoon
- 2018: The Psychologist
- 2019: The Grave
- 2021: Shababnikim